# 張運魁
張運魁（1876年—？年），四川省華陽縣人，清光緒二十九年癸卯科進士，曾任陝西省臨潼縣等縣知縣。其子張洪沅是著名化學家，曾任重慶大學校長。

## 生平[2]
- 由附生中式光緒二十三年(1897年)丁酉科本省鄉試第三十三名舉人，戊戌科(1898年)考取國子監南學肄業，二十九年(1903年)應癸卯補行辛丑壬寅恩正並科會試中式第十八名貢士，保和殿覆試二等第八十一名，殿試三甲第一百四名進士，朝考三等第十四名，於閏五月初十日經吏部帶領引見，奉旨以知縣即用欽此，簽分陝西。
- 光緒三十一年(1905年)九月，代理陝西臨潼縣知縣，三十二年正月卸事。
- 光緒三十二年(1906年)十一月，署理長武縣知縣。光緒三十四年(1908年)二月，卸事，籌款以資教養，士民咸頌其功[3]。
- 宣統元年(1909年)，調城固縣知縣[4]。